# Bad Königshofen im Grabfeld
Pour les articles homonymes, voir Grabfeld et Königshofen.
Bad Königshofen im Grabfeld est une ville de Bavière en Allemagne.
- Histoire de la communauté juive et de sa synagogue avant la Seconde Guerre mondiale.